# PUREX
PUREX é um método químico usado para purificar combustível para reatores nucleares ou armas nucleares. É um acrônimo para a extração de urânio e plutônio (Plutonium Uranium Recovery by Extraction). PUREX é de facto o método de Reprocessamento nuclear aquoso padrão para a recuperação de urânio e plutônio de combustível nuclear usado (dito "gasto", “exaurido” ou "empobrecido"). Baseia-se extração líquido-líquido de permuta iônica.
O processo PUREX foi inventado por Herbert H. Anderson e Larned B. Asprey no Laboratório Metalúrgico da Universidade de Chicago, como parte do Projeto Manhattan sob a administração de Glenn T. Seaborg. Sua patente "Processo de Extração de Solvente para Plutônio" foi registrada em 1947,  menciona o fosfato de tributila como principal reagente que realiza a maior parte da extração química.